# Pintor de sirenas
El Pintor de sirenas fue un griego antiguo pintor de vasos que pintó cerámica ática de figura rojas. Trabajó en la Atenas a principios del período clásico, entre 480 y 470 a. C. aproximadamente. Se desconoce el verdadero nombre del pintor. El nombre utilizado se basa en el tema de su obra más famosa.

El nombre stamnos que dad nombre al Pintor de sirenas es, que representa a Odiseo atado al mástil de un barco y a sus compañeros remando junto a sirenas con cera en las orejas. Odiseo está claramente embelesado por la música de las sirenas, pero el hechizo ya se ha roto y las sirenas se arrojan al mar. El vaso se encuentra actualmente en el Museo Británico.

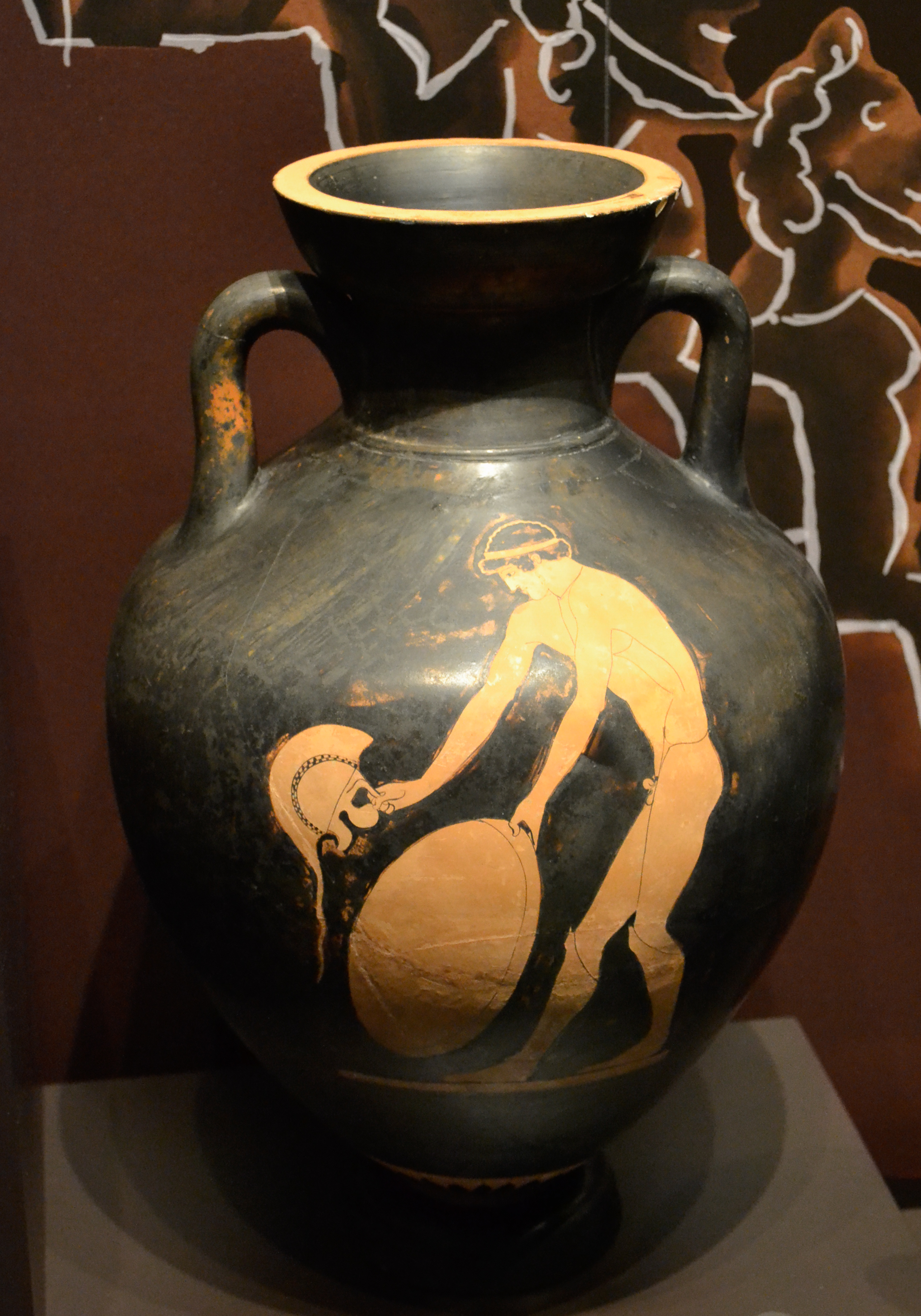
Ánfora, n. 490–480 a. C.
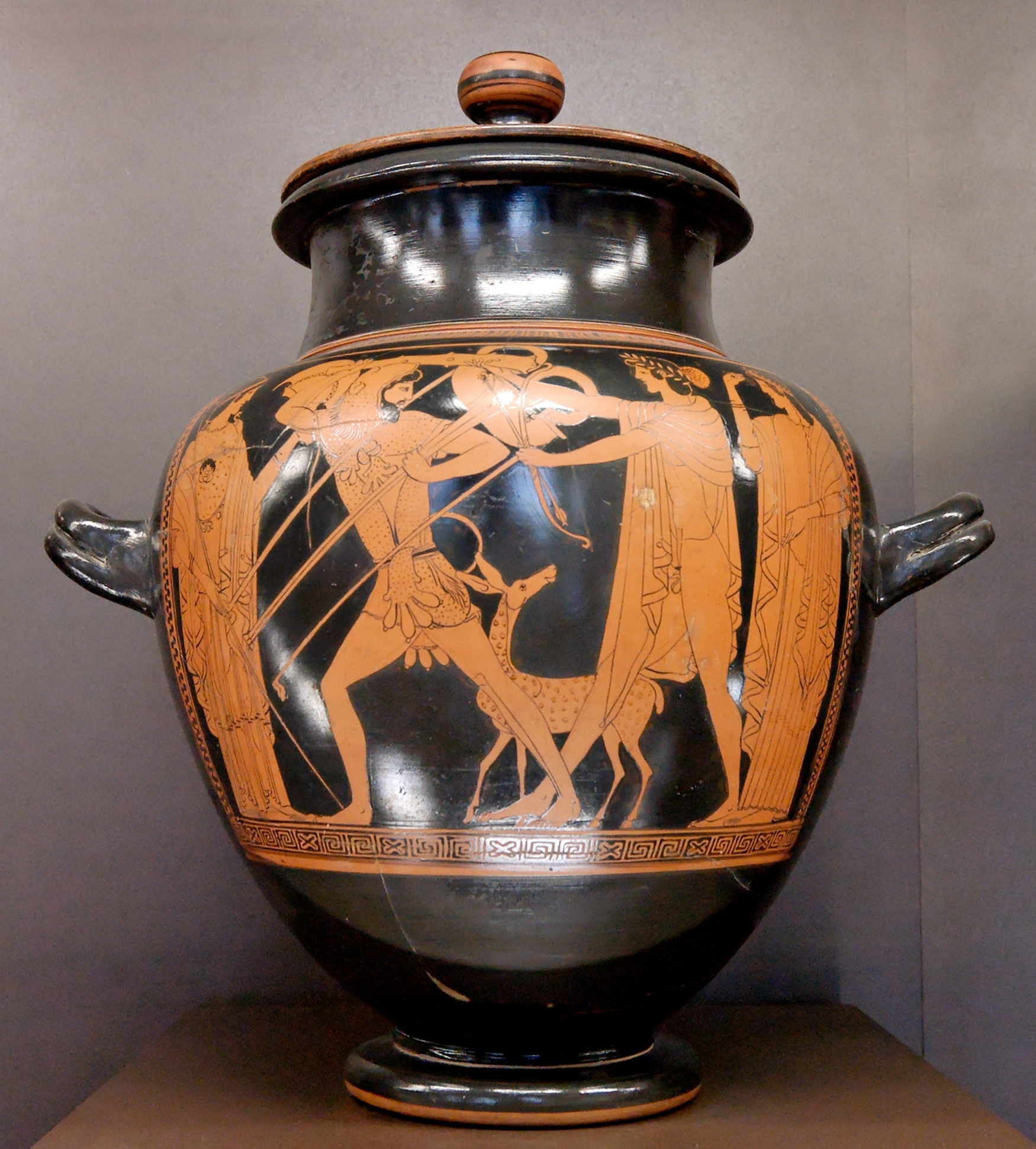
Stamnos, c. 480  a. C.
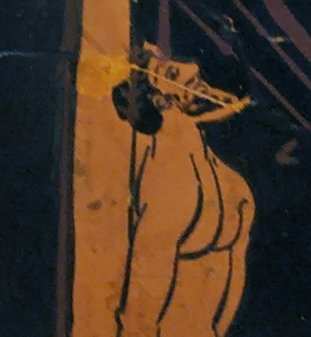
Odiseo. Detalle del vaso con el nombre, n. 480–470  a. C.